# フォーミュラ1

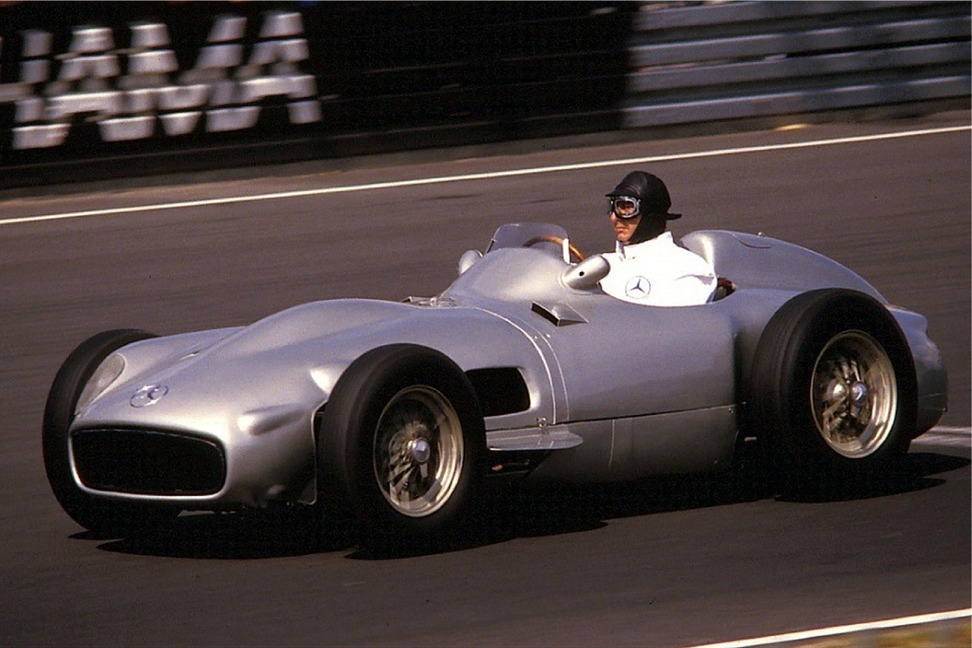
ファン・マヌエル・ファンジオが 1954 年と 1955 年のタイトルを獲得したメルセデス・ベンツ W196 の画像。

フォーミュラ1（Formula One、英語発音: [ˈfɔːrmjulə ˈwʌn] フォーァミュラ・ワン）は、モータースポーツのカテゴリの1つであり、その世界選手権を指す場合もある。略称はF1（エフ・ワン）。
F1世界選手権 (FIA Formula One World Championship) は、国際自動車連盟が主催する自動車レースの最高峰であり、代表的なモータースポーツとして知られている。年間の観客動員数は400万人を超えており、ヨーロッパを中心に世界中で人気を獲得している。競技は4輪の1人乗りフォーミュラカーで行われている。1980年代までは南アフリカやイギリスなどで国内選手権として開催されていたこともあったが、現在では廃止されている。

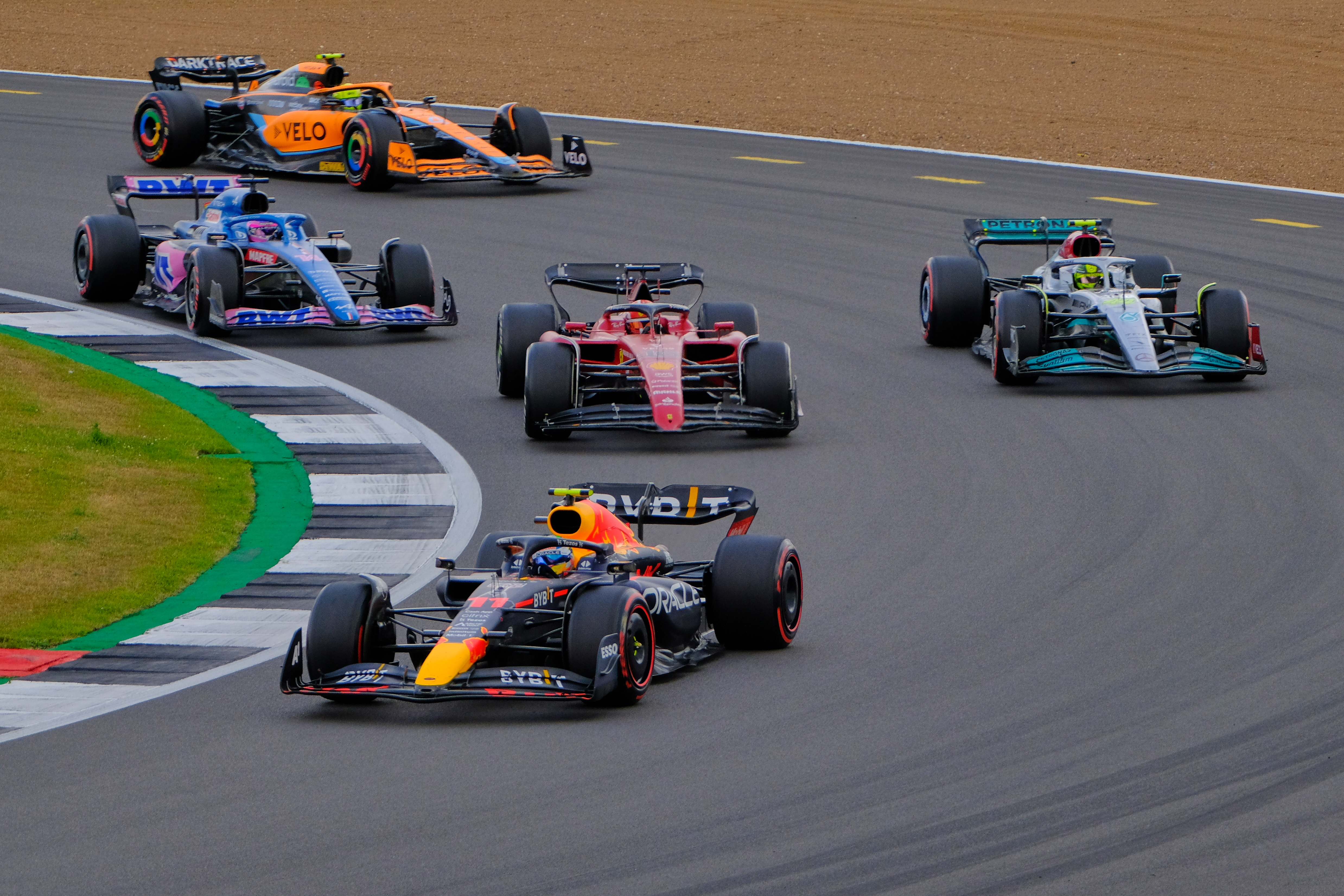
2022年イギリスGP

フォーミュラ1における「フォーミュラ（formula）」とは、全参加者および参加車両が準拠しなければならない一連の「規定」を意味している。F1に出場する車両には、タイヤ・シャシー・エンジン等々、あらゆる部分に技術的な規定（テクニカルレギュレーション）があり、これに反する車両は出走が認められない。また、走行中のマナーなどの取り決め（スポーティングレギュレーション）もあり、違反した場合にはレース中のピットレーン通過強制やスターティンググリッド（レース開始時の順番）降格などのペナルティを課せられる。ヨーロッパ・アジア・南アメリカ大陸・北アメリカ大陸を中心に世界各国を転戦し、各レース毎の順位によって与えられる点数「チャンピオンシップ・ポイント」の総計によってチャンピオンを決定する。
F1は戦間期にヨーロッパ各地で盛んに行われていたグランプリ・モーターレーシングをその起源とする。（F1世界選手権の歴史#F1誕生）F1ドライバーズ選手権の構想は1930年代末にはすでに話し合われていたが、第二次世界大戦の勃発によってその実現は見送られた。戦後、1950年にイギリスのシルバーストン・サーキットでF1世界選手権の最初のレースが開催された。

## グランプリ

F1レースの開催状況を示した世界地図。
緑色 - 現在F1レースを開催している国
濃灰色 - 過去にF1レースを開催していた国

F1世界選手権はグランプリと呼ばれる複数のレースによって構成されるシリーズである。国々を転戦する興行一座という例えから、F1は「グランプリ・サーカス（Grand Prix circus）」の異名で呼ばれることもある。F1初年度である1950年シーズンには、全7戦のうち6戦がヨーロッパで開催された。唯一のヨーロッパ域外のレースはアメリカでのインディアナポリス500（インディ500）であったが、これは世界選手権としての体裁を整えるためにF1シーズンに組み込まれていた側面が強かった。その後、1957年までレースの大半がヨーロッパ地域でのレースで行われていた。1960年をもってインディ500はF1から除外され、1959年から並行開催されていたアメリカGPに一本化された。
初年度のカレンダーに含まれていたイギリスグランプリとイタリアグランプリの2レースは、1950年から2022年現在まで毎年継続して開催され、同じく含まれていたフランスとベルギーも休止を挟みつつも、2022年も開催されている（フランスは2023年のグランプリカレンダーから除外された）。またハンガリーグランプリは、1986年の初開催から休止や開催地変更もなく30年以上継続開催されている稀有な例となっている。
1999年にマレーシアGPが新規開催されると、それに続く形でいくつかの国家がF1GPの誘致に動き、2004年以降新規開催国でのレースが増加した。しかし、2008年にF1史上初のナイトレースとして開催されたシンガポールGP のように長期開催国の1つになった例もあった一方、長期開催の契約を結びながらも中途での休止や打ち切りを強いられたレースもあった。2010年初開催の韓国GPは2016年までの開催契約を結んでいたものの、資金難を克服できず2013年のレースをもって撤退した。同様に、2011年初開催のインドGPにも金銭的問題が浮上し、2年間の開催契約を残したまま2013年を最後に休止され、以後復活していない。
エンジン単一動力から、ターボ加給器付きV型6気筒エンジンと電動モーターのハイブリッド型パワーユニット（PU）となった2014年以降の時代には、権威主義的政治体制を有する国家（アゼルバイジャン、中国、ロシア、ベトナム等）の政府が潤沢な公的資金でレースを誘致・開催する例が多く見られる。また、F1はアジア地域への関心を高めており、その背景としてアジアではレース開催料が高額となり多くの収入が得られることや、未開拓のファン層が存在することなどが指摘されている。

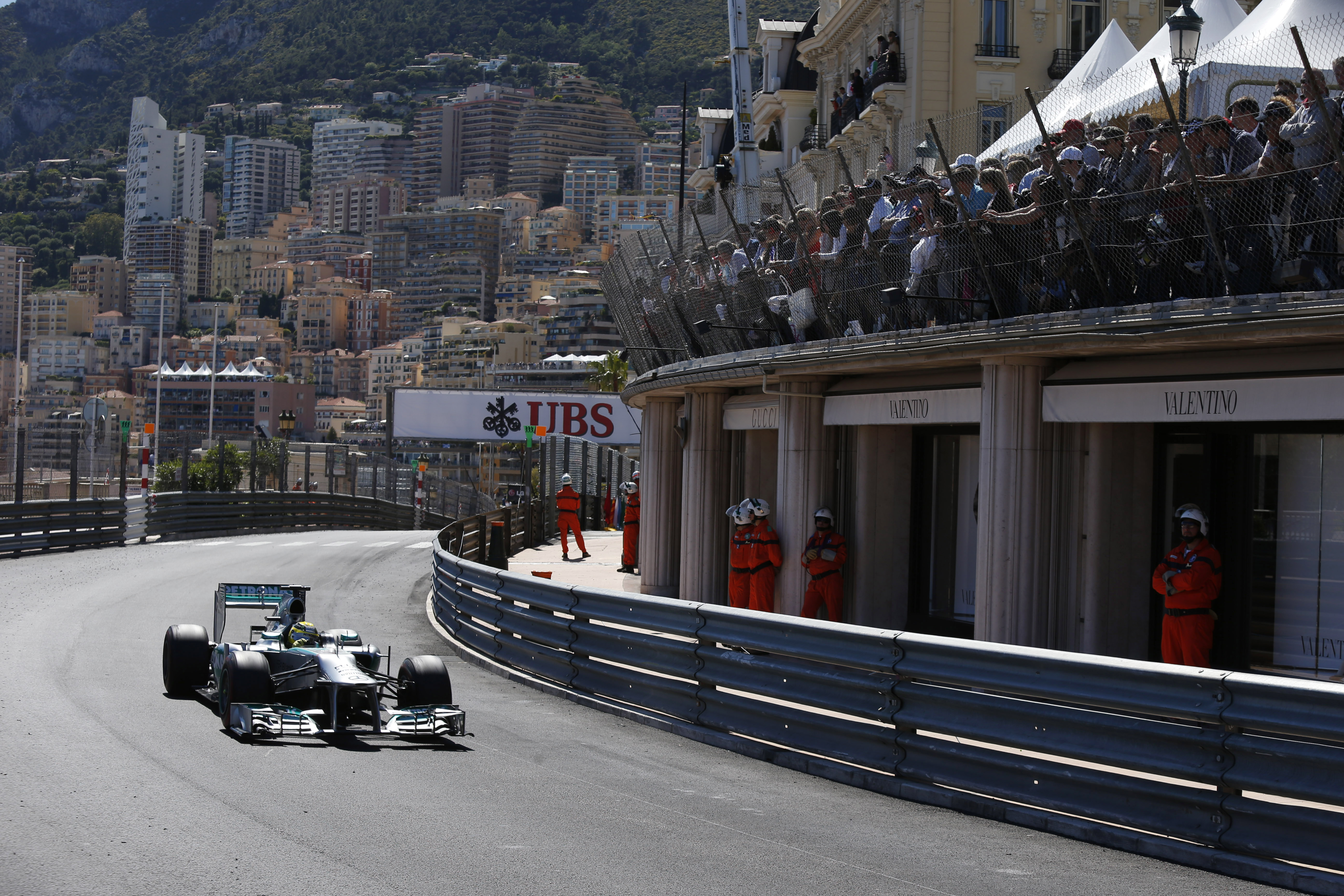
モナコGPはF1にとって重要な存在であり、主催者がF1側に支払うレース開催料の減額など様々な優遇を受けている。

だが、V6ハイブリッドターボの時代に長期開催していた国が中止や開催継続が危ぶまれる例が出現している。F1全体での観客動員数が増加傾向にある一方で、フォーミュラワン・グループ（FOM）が要求するレース開催料が依然として高額であるため、一部の主催者は財政的に苦しんでいる。その動きの象徴となったのがイギリスGPであり、2016年と2017年に3日間で約35万人を集客したにもかかわらず、サーキット側が公的援助なしで高額の開催費用を負担する必要があり存続の危機に立たされていた。そのため、2017年シーズン中にイギリスGPとイタリアGPは開催料の減額を求める姿勢の一環として契約破棄条項を発動し、再交渉が不発に終われば、2019年を以て両国でのF1開催が終了する予定にまで追い込まれていた。最終的にはイギリス（シルバーストン）側の利益を保護する内容の契約が成立したため、継続となったが、この時の運営者であるリバティメディアはロンドンでの市街地コースとしての開催や新規開催国の存在を根拠に契約の終了も辞さない構えであったため、一時はイギリスGP終了が最も現実的になった時期でもあった。
一方でかつて1国で2つのGPを開催するほどの人気を博していたドイツでは、資金難であったうえ、外部からの支援を得られなかったため、2015年と2017年にF1が開催されない事態に陥った。また、開催数ではイギリスとイタリアに次ぐフランスグランプリ も2008年を最後に開催が中止され、その後2018年まで復活しなかった。
このうち、1999年から継続開催され、長期開催国の一つとなっていたマレーシアGPは、2017年をもって開催を終了した。また、契約更新を何年するかの交渉や判断の予定を念頭に開催しているGPも少なくない。実際に、2018年に復活したドイツGPは同年7月の時点では後述のマイアミGPが開催される予定であったため、開催に関する交渉が失敗したことも影響し、2019年の開催は行われない予定 となっていたが、マイアミGPが2019年は開催されないこととなったため、再交渉を経て9月に2019年のみの開催契約が結ばれることとなった。
その一方でコース運営者の負担が仮に解決したとしても、2018年などの全21戦という数字はすでに限界というチームの声も少なくなく、むしろ開催数の方に課題が生じつつある。1960年代には年間10戦前後だったF1世界選手権レースの開催数は、1970年代には平均で年間14戦前後に増加。1980年代から1990年代にかけては年間16戦前後で安定して推移した。21世紀に入るとレース開催数は徐々に増加。特に2016年には史上最多の年間21戦に達し、2017年こそ全20戦だったが、2018年は全21戦開催となり、2019年も21戦開催が承認された。
リバティメディアは今後年間25戦にまでカレンダーを拡大する意向を示しているものの、レース開催数の増加に伴う様々な負担増にドライバーを含む関係者は懸念を表明しており、年間15-18戦程度の開催に回帰することを望む声 や年間22戦以上の開催には懸念を示す声も多い。そのため、当面の間は最大21戦で推移すると思われていたが、2018年11月にベトナムGP開催が決定。さらに2019年5月にはオランダGPの復活も決定したため、2020年は22戦以上の開催の可能性が浮上した。当初2019年までの開催契約を結んでいたGPのうち3つが終了することが濃厚であったため、新規開催国はあるものの21戦以下で収まると思われていた。だが、結果的に消滅するのは1つのみとなり、2019年の全21戦に1つ追加される形となった。それでも、参戦中のチームは開催数変更について合意。その結果、2020年は全22戦開催となる予定だったが、新型コロナウイルス感染症の世界的流行により多数のグランプリが中止に追い込まれ、最終的に開催数としては全17戦の開催となった。2021年はサウジアラビアGPが既存のカレンダーに追加され、2020年の暫定カレンダーよりも多い全23戦の開催が予定されたが、この年も新型コロナの影響で多数のグランプリが中止に追い込まれ、カタールGPなどの追加で全22戦の開催となった。開催数増加を受け、2020年以降についてはプレシーズンテストの実施日の変更と日程削減、さらにインシーズンテスト廃止を決定した。しかしこの措置は、マシンに慣れる時間が大幅に減少することから、ルーキーやチームを移籍したドライバーにとって厳しいものとなった。

## チャンピオンシップ
各レース毎の順位によって与えられる点数「チャンピオンシップ・ポイント」の総計によってチャンピオンが決定される。シーズン終了時に獲得ポイントの最も多い選手が「ドライバーズ・ワールド・チャンピオン」として認定される。同様に、獲得ポイントが最も多い車体製造者（コンストラクター）は「コンストラクターズ・ワールド・チャンピオン」として認定される。過去には有効ポイント制を採用していたこともあった。
強力なターボ・エンジンと自然吸気 (NA) エンジンが混走した1987年には自然吸気エンジン搭載車のみでのチャンピオンシップが制定され、それぞれドライバーに与えられる「ジム・クラーク・カップ」、コンストラクターに与えられる「コーリン・チャップマン・カップ」と呼ばれたが、翌1988年、ターボ・エンジンの燃費規制が厳しくなり自然吸気エンジンとの戦力差が縮小され、1年限りで廃止された。

## 基本的な競技の進行

### フリー走行
レース中継等ではFP（Free Practiceの略）と表記され、通常は金曜午後に2回（FP1/FP2）、土曜午後に1回（FP3）の計3回の練習走行が設けられる（2024年現在、スプリントが行われる場合は金曜午前の1回のみ）。2007年に金曜日のフリー走行の時間が60分から90分に拡大されてから、以降はフリー走行に関する変更は行われていなかったが、2021年は金曜日のフリー走行の時間がそれぞれ60分間に短縮された。各マシンは過去のセッティングデータに基づいて開催サーキットの特性にある程度合わせて持ち込まれるが、実際に走行することによってドライバーの意見を反映させて微調整を繰り返す。また、参戦初年度のドライバーが過去に未体験のサーキットを走る場合、コースの習熟の意味も含まれている。2006年まではチーム独自のテスト走行の実施が許されていたが、2007年からコスト削減の名目で年間テストの走行距離の指定を皮切りに、チーム独自のマシンテストに制約がかかるようになり、2010年に開幕戦以降のシーズン中のチーム独自のテストが事実上禁止された。それ以降は、パフォーマンスの追及の観点から少しでもコース上での実走のテストを経験すべく、その代わりにフリー走行をマシンテストの場として利用したり、新しいパーツの評価を行ったりする場として活用せざるを得ない傾向にある。
2022年からは、F1出走回数が2回以下のドライバー（いわゆるルーキー）に経験を積ませるため、年2回金曜日のフリー走行（通常はFP1）にルーキーを起用する義務が各チームに課せられている。ルーキーをレギュラードライバーに起用した場合も含まれるため、そのようなチームは自動的に義務をクリアできるが、それ以外はレギュラードライバーをどこかで休ませる必要がある。

### 予選
土曜午後に行われる。各車が一定時間内で自由に走行を行い、1周の最速タイムを競い合う。
2006年からは『ノックアウト方式』でスターティンググリッドを決定する。2025年は、20台が参加し以下のように進行する。
- Q1（第1セッション）では、20台が18分間走行し5名がノックアウト、15名がQ2進出。16位から20位までが決定される。
- Q2（第2セッション）では、15台が15分間走行し5名がノックアウト、10名がQ3進出。11位から15位までが決定される。
- Q3（第3セッション）では、10台が12分間走行し、1位から10位までが決定される。

Q3で最速タイムを記録した者はポールポジションとなり、以降は各セッションのノックアウト順で整列することになる。ただし、フリー走行等でのトラブルにより予選Q1に出走しない車両がある場合は、強制的にQ1の最下位扱いとして進行し、台数に応じてQ1のノックアウト者を減らす。
また、以下のような理由でペナルティを課されグリッド降格になる場合があるため、必ずしも予選結果順にスタートするとは限らない。
- 決勝までに規定数以上[注 19] のパワーユニットコンポーネント交換[注 20] した際、交換範囲に応じてグリッド降格や本来連続使用するギアボックスの早期交換（6戦以内）を行った場合の5グリッド降格がある。
- 前戦やフリー走行及び予選中の危険走行に対するペナルティでの予選タイム変動（予選最速・全タイムの抹消（ノータイム扱い）[注 21] など）によるグリッド降格。
- 15グリッド以上の降格ペナルティを科せられた場合は予選順位にかかわらず、最後尾グリッドからのスタートが義務付けられる。また、2019年以降はこのペナルティによる最後尾スタートのドライバーが複数いる場合は、予選順位が上位のドライバーから優先して前のグリッドに入る[33]。

また、予選後、セッティング変更などを行うと予選の結果にかかわらずピットレーンスタートとなる（正確には決勝出走の際、マシンの仕様が予選終了時と異なるものになった場合を指す。そのため、外見上ではウイングの変更などが一例だが、PUの性能の違いといった部品単位の仕様が異なる場合、基本はそれが適用される）。
さらに2011年からは107%ルールが再導入されており、予選Q1のトップタイムに対し自身のベストラップが107%より遅いドライバーは審議対象になり、出走許可が出なければ予選落ちとなる ものの、「例外的な状況」という名目でグリッドに並ぶケースが多く、出走不可になったケースは2012年オーストラリアグランプリにおけるHRTの例が最後となっている。
なお、タイムはマシンに搭載された無線装置により1/1,000秒単位まで計測される。まれに1/1,000秒まで同タイムのケースが見られるが、その場合には先にタイムを出したドライバーから上位グリッドに着く。
だが、ノックアウト方式が導入された影響で、中下位チームが自力でフロントロー入りすることが難しくなっている。ただし、グリッドペナルティの影響で結果的にフロントローを獲得した例や雨天での予選（ウェットコンディション）で波乱が起きることもあるが、全体で見ればまれな出来事となっている。

### スプリント
タイヤ交換を伴わない短距離（100km程度）で争われるレース。2025年現在は、金曜午後にスプリント予選、土曜午後にスプリント（レース）が行われる。スプリント予選については、通常の予選同様にノックアウト形式が採用されるが、各セッションの時間が短い（SQ1：12分、SQ2：10分、SQ3：8分）。またスプリントの上位8名には決勝同様にポイント（1位より順に、8-7-6-5-4-3-2-1となる）が与えられる。ただ後述するように、2021年より導入された仕組みのためフォーマットが安定しておらず、毎年何らかの変更が加えられている。
- 以下の内容に関する参考出典[39]。

2021年4月に同シーズンの第10戦イギリスGP、第14戦イタリアGP、第20戦サンパウロGP（ブラジル）の計3戦でスプリント予選を行うことが決定した。2021年は本来のタイム計測によるノックアウト方式の予選を金曜日の午後に行い、その結果をスプリント予選のスターティンググリッドとして認定。従来の予選がある土曜日の午後に、レース距離約100kmのスプリント予選を行い、そのスプリント予選の順位で決勝のスターティンググリッドを決め、スプリント予選で優勝したドライバーがポールポジションを獲得する仕組みとした。しかし、この年はスプリント予選が行われるGPに関してはポールポジションの扱いが変わることへの批判や実施したことによっていくつかの問題が表面化。それらも含む様々な思惑によって、一時は2021年限定のイベントになるという推測も報じられたが、2022年も第4戦エミリア・ロマーニャGP、第11戦オーストリアGP、第22戦サンパウロGPの計3戦でそれを行うことが決定。ただし、内容について変更され、この年はスプリント予選の正式名称は「スプリント」へ変更。スプリントの結果で決勝のスタート順が決まる点は変わらないものの、それが実施される各GPのポールポジションは金曜日の予選での最速のドライバーに与えられ、スプリントの結果の入賞の対象が変更されるなど、内容面に関して変更が行われた。

### 決勝
日曜午後に行われる決勝は、原則的に305kmをサーキットの一周の距離数で割ったものの小数点以下を切り上げた周回数で争われる。また、レースが2時間を超えた場合は、その周回で打ち切られる。また、レース自体の時間が2時間を超えなくても途中赤旗中断があった場合、レーススタートから中断時間を含めて3時間（2021年より）を超えた場合、その周回で打ち切られる。例として、2012年シンガポールグランプリでは2時間ルールが適用されるレースとなったため、2時間を超えた後にラップリーダーがコントロールラインを通過すると同時にチェッカーが振られ、この時の周回数で終了。この際は予定周回数より2周少ない結果となった。ただし主催者判断で、レース時間のカウントを一時止めることも可能で、結果として中断も含んだ実際のレース時間が3時間を超えることもある。
例外として、モナコグランプリは市街地コースで行われることによる体力的・精神的負担などを考慮し、また平均速度が極端に遅く（他コースより60km/hほど遅い）競技時間が長くなってしまうことから、1967年から約260kmで争われている。また、ドライコンディション時に（セーフティカーラン等を伴わずに）レース時間が2時間を超えて終了したコースについては、翌年から周回数を減らして行われる。
レース展開だが、レース開始時刻となったら、まずフォーメーションラップが開始される。ただし、フォーメーションラップ中のトラブルの発生や雨天などでレース開始に適さない状況に遭遇した場合、フォーメーションラップが追加される場合もある。もしその追加のラップが行われた場合、レースの規定周回数からその分が減算されることとなる。そのラップは基本的には1周で終わり、全車指定のグリッドの位置に静止する。そして、シグナルのサインに合わせてスタートを切り（スタンディングスタート）、規定の周回数を最初に走破したドライバーが優勝となる。
その後の順位は走破した周回数とその時間により決まる。すなわち優勝者と同じ周回を走りきったドライバー、その次に1周遅れのドライバー、2周遅れ…という順で、それぞれの中で先にゴールしたドライバーから順位がつけられる。途中リタイアして、最後まで走り切れなかったドライバーも「全体の9割以上の周回を走っていれば」周回遅れとして完走扱いになる（例：60周で行われるレースなら、54周以上走っていれば完走扱い）。そのため、1996年モナコグランプリのように、チェッカーを受けなかったにも関わらず入賞というケースも出ることがある。
例) 2004年日本GP 53周
| 順位 | ドライバー             | タイム/時間差           | 備考                 |
| ---- | ---------------------- | ----------------------- | -------------------- |
| 1位  | ミハエル・シューマッハ | 1時間24分26秒985        |                      |
| 2位  | ラルフ・シューマッハ   | +14秒098                |                      |
| 3位  | ジェンソン・バトン     | +19秒662                |                      |
| 4位  | 佐藤琢磨               | +31秒781                |                      |
| …    |                        |                         |                      |
| 11位 | ヤルノ・トゥルーリ     | +1周                    |                      |
| …    |                        |                         |                      |
| 16位 | ジャンマリア・ブルーニ | +3周                    |                      |
|      | ルーベンス・バリチェロ | 38周でリタイア（+15周） | （完走扱いではない） |

レース後のリザルトによって、チーム・ドライバーにはチャンピオンシップポイントが加算される。2010年からのルールでは上位10台にポイントが順位に応じて加算され、10位以上は「入賞」となる。また、2019年から2024年まではファステストラップ記録者が10位以内に入賞した場合に限り、同じく1ポイントが加算される。

### ドライバー・オブ・ザ・デイ
2016年よりファンとの関わりを増やすために、決勝レース中のインターネット投票による「この日最も印象的であった」ドライバーを選出するシステムが導入された。これはチャンピオンシップには直接関係はしないが、選出されたドライバーはレース後に賞を受け取ることになる。

### ピット

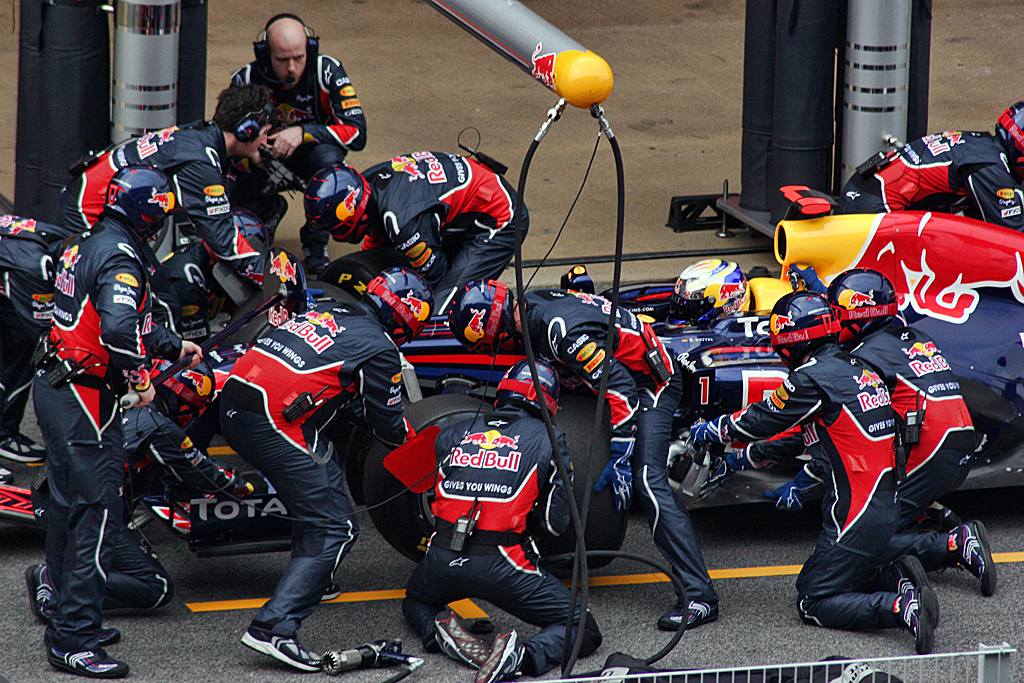
2011年スペインGPにおけるピット作業の様子

レース中はタイヤ交換などのためにピットに入る（ピットイン）。ピットで可能な作業は時代によって異なり、タイヤ交換の他にマシン微調整や破損したウイングの交換などを行うことができる。2009年まではレース中の給油が解禁されていた年もあったが、2010年からレース中にピットに入り給油することは完全に禁止されている。ただし、タイヤに関しては2007年からはレース中に2種類のドライタイヤを使用することが義務づけられたため、レース中のタイヤ交換が最低1回は必要となり、タイヤ無交換作戦は事実上禁止されたが、悪天候によりウェットコンディションが宣言され決勝レース中にレインタイヤ（インターミディエイトタイヤまたはウェットタイヤ）を使用した場合にはこの制限はない。それでもタイヤの摩耗や天候の変化へ対応する関係でピットインは必須となっていたが、2021年トルコグランプリでは雨天でのレースとなったため、その規定が適応外となり、その結果、エステバン・オコンがタイヤ無交換作戦によって10位入賞を達成。タイヤ無交換（ピットストップなし）のドライバーが入賞を記録したのは1997年モナコグランプリのミカ・サロ以来24年ぶりとなる。また、このピット作業の最速記録は、2023年カタールGP（カタールグランプリ (4輪)）にてマクラーレン・F1が記録した1.80秒となっている。

### ペナルティ
- 以下の内容はこの出典[55]の内容を参照。

セッション中に規定違反の行為（フライング、アンフェアなブロック行為、ピットレーンでの速度違反等）を犯したドライバーにはスチュワード（競技審査委員会）からペナルティが与えられる。決勝レース中の違反に対する一般的なペナルティは、5秒間もしくは10秒間の「タイムペナルティ」、時速80kmの制限速度でピットレーンを通過しなければならない「ドライブスルーペナルティ」（約20秒～30秒程度のタイムロス）となり、先頭のペナルティからだんだんと重くなっていく形となる。深刻な違反と判断された場合、レース中なら黒旗失格（レース旗#黒旗参照）の適用、レース後なら失格と同時にレース順位からの除外や次戦出場停止を含む厳罰が与えられることもある。
一方で、前者は「ペナルティ裁定が下ってからレース終了までの間に一度もピットストップを行わない場合は、レース結果に該当タイムを加算」とされている。2007年以降「レース中のタイヤ交換が最低1回必要」な関係上、スタート時のタイヤで走行中にタイムペナルティを受けた場合、事実上タイヤ交換時にその消化が義務付けられる形となる。また、1回目のタイヤ交換後にタイムペナルティを受けた場合、再びタイヤ交換を行う場合はその消化が義務付けられる形となるが、規定のタイヤ交換の義務は終えているため、そのままレースを終えても失格にはならないが、その場合「レース後のタイムに加算される形」となるため、各ドライバーのタイム差次第では順位の変動が起きる可能性が高い。ただし、残り3周を切る時点またはレース終了後に前述の裁定が下った場合、レース終了後のタイム加算という形でペナルティを消化する形となる。
そのうえで、違反を犯したドライバーにはスチュワードの判断で「ペナルティ・ポイント」が与えられる場合もあり、累積12ポイントに達した場合には1戦の出場停止となる。一方で、ペナルティの運用に対しては一貫性がないという批判も存在する。例えば、2025年カナダグランプリでは、フリー走行3回目でオスカー・ピアストリ（マクラーレン）がクラッシュし赤旗が提示された。その後ピアストリは自力でピットに戻ったが、この時角田裕毅がピアストリの横を追い抜いた。スチュワードは赤旗の規定違反だとして角田に10グリッド降格ペナルティを課した。その後の決勝レースではランド・ノリス（マクラーレン）がピアストリと接触してクラッシュし、セーフティーカーが発動され、そのままフィニッシュした。そのあともセーフティーカーのシグナルは提示されていたが、３位でフィニッシュしていたキミ・アントネッリ（メルセデス）を含む7人ものドライバーが前の車を追い越してしまった。規定ではチェッカーフラッグ後かどうかに関わらず、セーフティーカー中の追い抜きは禁止されているが、これらの7名には警告のみで、ペナルティは与えられなかった。これに対して角田は「僕が昨日あの馬鹿げたペナルティを受けたんだから、彼らにもペナルティを与えるべきだよ。」と無線で話した。他にもこのような事例は数多く存在し、スチュワードには一貫性のある大会運営が求められる。

### レギュレーションの変遷
自動車に関する技術の進歩とマシンの高速化による危険性の増加にともない、F1のレギュレーションは大小さまざまな変更がなされている。特に1994年サンマリノグランプリで起きた2件の死亡事故以後は、安全性向上のためのレギュレーションが多く施行された。この流れのレギュレーション変更には、主にスピードの低下を狙ったものと安全設備の設置を義務付けるものとがある。また、2000年代に入ってからは高騰したマシン開発費を抑制するための改定がたびたび施行されている。

## 参戦コンストラクター
2025年のフォーミュラ1では以下のコンストラクターがエントリーしている。
- スクーデリア・フェラーリ 1950年 -
- メルセデスAMG 1954年 - 1955年, 2010年 -
- アストンマーティンF1チーム 1959年 - 1960年, 2021年 -
- マクラーレンF1チーム 1966年 -
- ウィリアムズ・レーシング 1978年 -
- ステークF1チーム・キック・ザウバー 1993年 - 2005年, 2010年 - 2018年, 2024年 -
- レッドブル・レーシング 2005年 -
- ハースF1チーム 2016年 -
- アルピーヌF1チーム 2021年 -
- レーシングブルズ・フォーミュラワン・チーム 2024年 -

## 技術
現代のF1カーはカーボンファイバー製シャーシに、内燃機関（エンジン）とエネルギー回生システム（ERS）を組み合わせた「パワーユニット（PU）」を搭載する。2022年の規定では車体重量は最低798 kg（タイヤ・ドライバー込み、燃料は除く）とされており、最低重量を下回った場合には失格となる。PUのエンジンは排気量1.6リッターのV型6気筒シングルターボエンジンと規定されており、ERSによるパワー追加は最大120 kW (161 hp)に制限されている。2018年1月時点の推定では、エンジンとERSの合計最高出力は約950 hpに到達していた。
F1カーは前後のウイングや車体底面で発生するダウンフォースを利用してタイヤを路面に押し付けることで旋回速度を高めており、コーナリング時の横方向のGフォースは最大で6.5 G以上に達する。2017年に導入された技術規定では前後のウイング拡大などによってダウンフォースが大幅に向上し、多くのサーキットでそれまでの最速ラップタイム記録が更新されたが、一方で後方乱気流の発生量も増加したため、後続車は前を走る車に接近した際にダウンフォースを大きく失うこととなり、その結果レース中の追い抜きが困難になった。この問題への対応として、2022年規定のF1カーでは車体底面のグラウンド・エフェクト構造によってダウンフォースの大半を発生させる設計が導入され、ウイングへの空力的依存度が低下した。
F1カーはカーボンファイバー複合材のブレーキディスクを使用しており、制動距離は非常に短い。2017年には、急減速の多いモンツァ・サーキットでの減速Gは平均で5.5 Gに達していた。2014年以降はPUのエネルギー回生を行うためにブレーキ・バイ・ワイヤ（BBW）が導入され、ブレーキング時に電子制御が介入している。一方で、現行規定ではアンチロック・ブレーキ・システム（ABS）やトラクションコントロールシステム（TCS）等のドライバー補助を目的とした制御装置は禁止されている。
追い抜きを容易にするため、2011年からはドラッグリダクションシステム（DRS）と呼ばれる可変リアウィング機構が全車に導入されている。また、2018年シーズンからは全F1マシンに「Halo」と呼ばれる頭部保護デバイスの装着が義務付けられている。
現在ではF1の競技車両は4輪のオープンホイール・カーでなければならないと規定されているが、過去に出走したF1カーにはタイヤがフェンダーで覆われている車両（メルセデス・ベンツ・W196）や6輪の車両（ティレル・P34）も存在した。
F1は自動車メーカーの実験場としても機能しており、いくつかの成果は市販車にも応用されている。近年ではデロイトのようなデータ分析を得意とする企業との提携も行われている。

### 開発費
かつては他のカテゴリー同様、1社のシャシーを複数のチームが使用することもあったが、現在ではコンコルド協定において、知的所有権を含め、過去2年のうちに参戦した他チームのシャシーを使用できないよう規定された。そのため、F1はフォーミュラカーの選手権としては唯一、全チームがオリジナルのシャシーを使用している。独自にシャシーを開発・製造するためには莫大な費用がかかり、2014年シーズンには中位チームでも年間1億2000万ドルを出費していた。ケータハムF1チームやマノーF1チームのように近年新規参入したものの数年以内に破産に追い込まれたコンストラクターも存在している。参戦中のチームも財政的な問題を抱えており、2018年のフォース・インディアは長年課題となっていたチームの資金問題が遂に限界に達し、同年7月に破産申請。2018年第13戦ベルギーGP以降の参戦が不可能という状況になった（チームは投資家により救済され、いくつかの交渉を経て第13戦以降も参戦可能となった）。1977年から参戦している歴史あるウイリアムズも、2018年のマシン開発失敗に起因する低迷で資金難に陥り、2020年9月にアメリカの投資会社「ドリルトン・キャピタル」に買収され、ウイリアムズ家の家族経営が終わりを迎えた。
開発予算の格差を背景として、V6ハイブリッドターボ時代になってからは、上位チームと中位以下のチームのマシンの性能差が非常に大きくなってしまい、特に2017年シーズン以降は上位3チーム 所属のドライバーが表彰台を独占することが慣例化してしまっている。F1の運営陣も、（中小規模チームのマシンに上位進出のチャンスがなく）レース結果が容易に予測できるものになっている現状を改善する必要があることは認めており、2021年から、全チーム共通の予算制限と開発費の一角を占める風洞も前年のチームランキングに応じて風洞の利用時間が指定される仕組みが導入された。
市販車への技術応用という名目においても、2020年以降世界的な低炭素社会やカーボンニュートラルへの対応として、ガソリン車の販売禁止と電気自動車へ移行の流れが出来つつあるなかで、ガソリンエンジン開発に多額の費用をかける理由が失われたなどと主張し、ホンダなど好調であっても撤退する企業が出ている。

## ドライバー

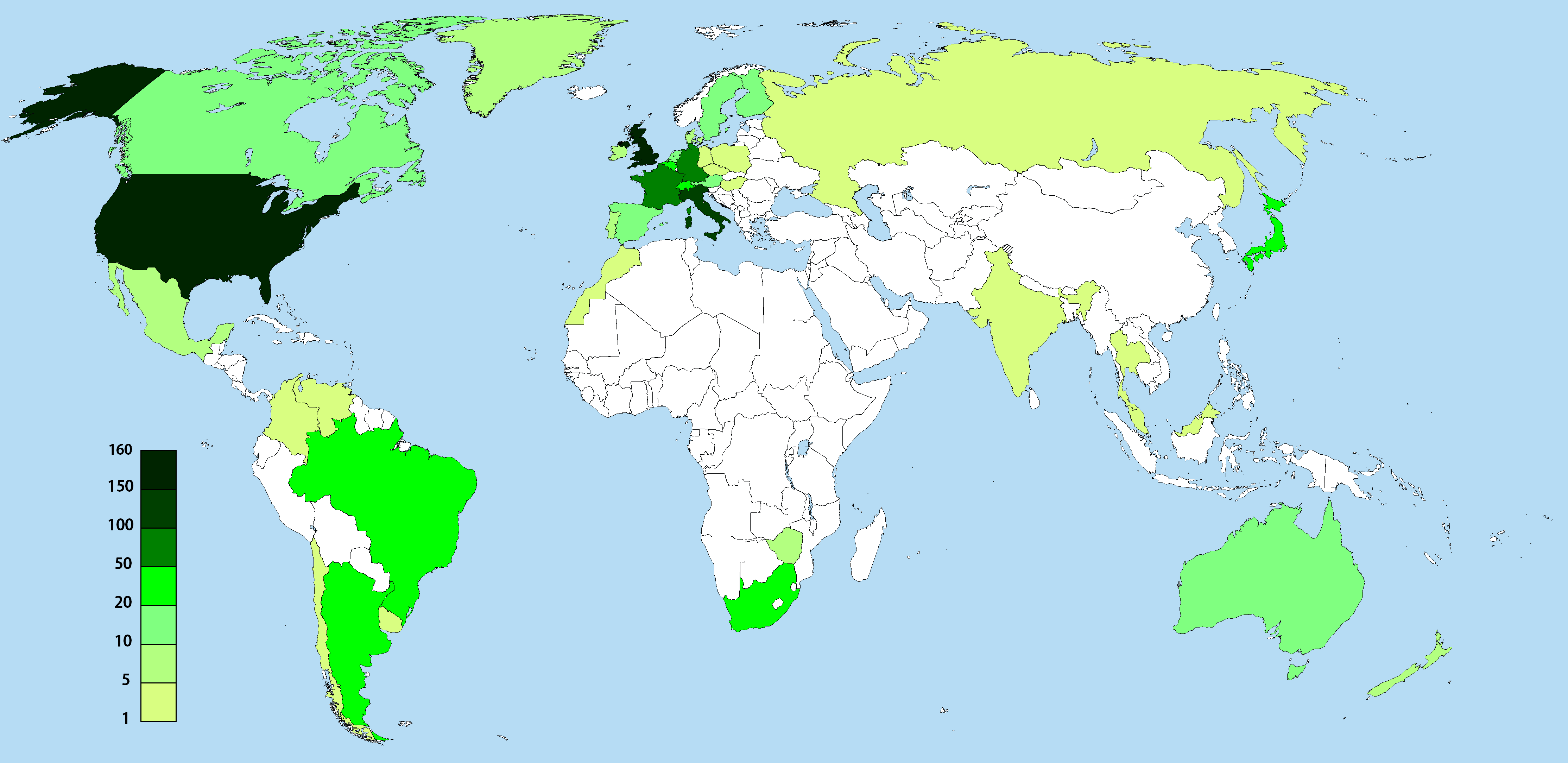
各国のF1ドライバー輩出人数を示した世界地図。アメリカ出身者が極めて多いのはかつてインディ500がF1の1戦に数えられていた影響である。（データは2014年1月時点）

### ドライバーに関する規定
F1レースに出走するためには、FIAが発給するモータースポーツライセンスの最上位クラスである「スーパーライセンス」を所持していなければならない。各F1チームは1シーズン4人までのドライバーをレースで起用することができる。最大4人のレースドライバーに加え、グランプリ週末金曜日の練習走行（P1・P2）では各セッション2人までの追加ドライバーを出走させることができるが、それらの追加ドライバーは最低でも「フリー走行限定スーパーライセンス」を所持している必要がある。2015年までも下位カテゴリーの経験の必要性が言及されていたが、2001年のキミ・ライコネンのように、F1マシンで指定距離を走行したドライバーであれば、個別の審査を経てライセンスが発給されることもあった。ただ、時代が進むにつれ、ドライバーの低年齢化が著しく進み、2014年にはマックス・フェルスタッペン（トロ・ロッソ）が史上最年少の17歳でF1のフリー走行をこなし、翌年フェルスタッペンはレギュラー契約を結んでF1デビューを果たした。
その後、FIAはスーパーライセンスの発給規定を厳格化することになり、2024年現在は
- 各レースカテゴリに2年以上（開催レース数の80%以上）参戦し、参戦した年の成績に応じて与えられる「スーパーライセンスポイント」を過去3年間で40点以上獲得していること
- 近年のF1マシンで300km以上の距離を走行した経験があること
- 年齢が18歳以上であること、または17歳だがFIAから特別に許可を受けていること

が明記され、他にも数多くの条件に該当する必要がある方針へ変化した（詳細はスーパーライセンス、マックス・フェルスタッペンを参照）。
2016年以降スーパーライセンスの発給資格を満たしていることが絶対条件となったため、かつてのような18歳未満のドライバーはいかなる特例をもってしてもF1への出場はおろか、リザーブドライバーとしての登録やテストドライバーとしてフリー走行のみに参加することすら認められなくなった。過度な低年齢化や経験不足によるデビューの抑制の評価する声もあるものの、1991年にミハエル・シューマッハがF1へスポット参戦する形でF1デビューした事例や2001年にジェンソン・バトンがウィリアムズのドライバーとしてフル参戦した事例は、この基準の場合、認められていなかったことになるため、ポイントで左右される仕組みに関しては見解が分かれている。その後、2024年6月に一部条件が緩和され、上記の通り17歳でも参戦できる可能性が復活している。
多くのF1チームはレギュラードライバーが参戦できない場合の代役、およびマシン開発の担当者として「リザーブドライバー」や「テストドライバー」を任命しているが、F1のテスト制限が進んだ現在では彼らの主な役割はドライビングシミュレーター上での作業となっている。その関係でフリー走行もテスト的な役割を担わなくてはいけなくなってしまったため、リザーブドライバーがフリー走行のみ参加して経験を積むということは困難になっており、技量維持のためフォーミュラEといった別カテゴリーへ参戦している事例も少なくない。実際、2020年度にはセルジオ・ペレスが新型コロナウイルスの影響で欠場することになった際、チームは登録していたリザーブドライバーではなく、前年にF1のレギュラーシートを喪失していたニコ・ヒュルケンベルグを急遽起用している。
カーナンバーについては、1996年から2013年までは前年のポイントランキングに基づいてチーム毎に割り振りされていたが、2014年以降はF1に参戦するドライバーは自らのカーナンバーを2から99までの数字（永久欠番である17を除く）から自由に選択することができ、選択された数字はそのドライバーのキャリアを通して固定されたカーナンバーとなる。カーナンバー1は専用ナンバーとして現役のドライバーズチャンピオンに与えられるが、チャンピオンは自分が選択した固定ナンバーを使い続けることも可能である。
シーズン中、各ドライバーのヘルメットは同一のデザインを使用し続けなくてはならないが、ドライバーのホームレース（もしくはチームのホームレース）やモナコGPなど、特別な1戦でのみはそれに合わせた特別仕様のデザインが許されていた。ただし、基本1回限りとされているヘルメットのデザイン変更だが、これには抜け穴があり、「シーズン中に申請されたデザイン変更が許可される回数は1回限り」だが、ドライバー側が「無許可でデザイン変更した場合」であっても、それを理由に罰せられたことはなく、厳密には形骸化している。実際、2018年のベッテルはすべてのレースにてロゴの位置や文字のフォントの変更などの最初に発表したデザインから大きく逸脱しない程度のデザイン変更を毎戦加えて出走した。そのため、デザイン変更の規定に矛盾が生じつつあったが、2019年ロシアGPにてトロロッソのダニール・クビアトがヘルメットのデザイン変更を申請したのだが、その権利をイタリアGPで使用していたことを理由に却下された件をきっかけに批判が殺到。ただ擁護するなら、時のレギュレーションに従ってFIAは却下したのだが、いわゆる規定の矛盾が問題視された。その結果、2020年からはドライバーヘルメットのデザイン変更の回数制限が撤廃されることとなった。

### 過去の日本人F1ドライバー
日本人も過去に何人かF1に参戦したドライバーがいる。現在では角田裕毅がレッドブルから参戦している。過去には、中嶋悟、小林可夢偉、鈴木亜久里、星野一義（スポット参戦）など、名だたるドライバーたちがF1に参戦してきた。

### ペイドライバー
ペイドライバーとは、資金の持ち込みと引き換えにチームとの契約を確保するドライバーの俗称である。「金でシートを買った」などと揶揄されることも多く、ペイドライバーというだけで正当に評価されないことも少なくない。ただ、実際のところ、ほぼすべてのドライバーが（金額の差はあるが）自身のスポンサーをチーム加入時に持ち込んでおり、他にもドライバーの活躍を受け、その母国の企業が後から支援してくれるケースもある。そのため、個人スポンサーに限れば、レーシングスーツやヘルメットに掲載しており、マシンにも小口スポンサーとして何らかのロゴが掲載されていることが主流である。
他にもレギュラードライバーにはある程度実績・実力のあるドライバーを起用しつつ、ペイドライバーはテストまたはリザーブドライバーとして契約することで戦績と資金調達を両立するチームも少なからずあり、この種のペイドライバーはテストやフリー走行にだけ出現することが多い。そのため、本来の定義でもある「持参金を持ち込むことを条件に契約する」ドライバーという意味合いより、狭義の意味合いでもある「目立った実力・実績を持っておらず知名度が低い」のに「（資金的に苦しいチームへ）極端に高額な資金を持ち込んで契約する」ドライバーが「ペイドライバー」として扱われることが多い。
また2015年には「ペイドライバーが、より高額な資金を持つ別のペイドライバーにシートを奪われる」という事態も発生した。これはザウバーに契約を破棄されたギド・ヴァン・デル・ガルデの告訴により発覚したものである。ガルデは1度は契約を結んだにもかかわらず、ザウバーがマーカス・エリクソン、フェリペ・ナッセと契約を結んだため、押し出される形で失ったシートの返還を求め告訴し、裁判で勝訴した。最終的にはガルデがザウバーからの違約金を条件に出走を諦めることで和解したが、一時は2つの枠に3人のドライバー（ヴァン・デル・ガルデ、エリクソン、ナッセ）が存在するという混乱を生んだ。更には前年からの契約期間が残っていたエイドリアン・スーティルも似た経緯で同年のシートを喪失していたことが判明し、スーティルの場合は賠償金の支払いのみを求めて裁判で勝訴している。なお、この4人がどのような順番及び内容で契約していたのかは不明であり、一説ではエステバン・グティエレス、ジュール・ビアンキとも契約を結んでいたとされる（詳細は「ザウバー#ドライバー多重契約騒動」を参照）。
ザウバーの件は極端な例だが、モータースポーツは大口スポンサーがいないチームからすれば、常に資金に悩むことも少なくなく、中小プライベーターがペイドライバーをうまく利用するのは一般的なことである。実際、過去のシーズンを見れば、今は亡きジョーダン・グランプリは、1993年は資金不足などの影響もあり、1台のマシンを5人のドライバーがドライブした形となった経歴があり、後述のハースF1チームもそれに該当する。
また、下位カテゴリーのF2に目を向ければ、持参金でシートが左右されるのは有名な話である。一例を挙げるなら、アレクサンダー・アルボンは資金不足により2018年のF2参戦を断念しかかっていたが、DAMSと交渉して1戦毎の契約を条件に参戦することに成功。アルボン側も第3戦バクーで初優勝して実力をアピールしつつ、後押しとして資金をかき集めてフル参戦の契約に切り替える交渉をして、その結果、フル参戦の契約が成立してそのまま最終戦まで戦った経歴を持つ。
新型コロナウイルス感染症の世界的流行による影響によって一部のF1チームは急激な資金難となり、ハースF1チームは時のレギュラードライバー(ケビン・マグヌッセンおよびロマン・グロージャン)を放出してでもニキータ・マゼピンらを起用せざるを得ない状況まで追い込まれていた。現にチームのコメントでも、マゼピンの起用は彼の資金が決め手の一つになったことも事実上認めていた。だが、2022年も彼の参戦が予定されていたのだが、2022年2月下旬に勃発したロシアのウクライナ侵攻により、ハースは当時のチームのタイトルスポンサーのウラルカリとの契約見直しを迫られ、最終的にウラルカリとの契約を解消。これに伴いマゼピンはシーズン前テストに参加していたにもかかわらず、同年のシートを失った。他にも、ベネズエラ政府のバックアップ及びPDVSAからバックアップを受けていたマルドナドは2016年も参戦予定であったが、ベネズエラの石油価格の下落による経済・政治情勢が不安定なことによりPDVSAがシート料を払うことができずチームとの契約が破談し、そのままシートを失った例もある。
実際にペイドライバーとして扱われながらも好走を見せたドライバーも少なからずおり、以下は活躍したペイドライバーの一例。
アンドレア・デ・チェザリス
フィリップモリス（マールボロ）の重役の息子だったため、同社の強力なスポンサードを受けて参戦していた。「クラッシュ・キング」「サーキットの通り魔」などの不名誉な異名もとったが、1982年には当時の最年少のポールポジション獲得記録を樹立するなど、時折結果を残し、1991年には新参チーム・ジョーダン・グランプリのコンストラクターズランキング5位に貢献した。最終的にはキャリア15年で延べ12チームに在籍し長きにわたってドライブしていた。
ペドロ・ディニス
父親のブラジル有数の実業家・アビーリオ・ディニスの支援を受け、パルマラットやブラジルの多数の食品関連会社のスポンサードを受けていた。当初は「国際F3000で目立った実績を残していないが、F1に出場させるために所属チームごとF1デビュー」「ドライビングコーチが同伴」などスポンサーマネーの豊富さと実力不足を露呈していたが、移籍してオリビエ・パニスやデイモン・ヒル、ミカ・サロ、ジャン・アレジといった実力あるドライバーと組むうちに自身も実力を付け、時には彼らチームメイトよりも予選で上位に入るなど注目を集めた。キャリア終盤にはただのペイドライバーから「十分な実力を備え、おまけに莫大な資金源も抱えるドライバー」へと評価も変わっていった。
セルジオ・ペレス
カルロス・スリムの関連会社から多額の支援を受けており、2012年に所属したザウバーでは一度の2位表彰台と二度の3位表彰台を獲得した反面、入賞回数に関してはチームメイト（小林可夢偉）に負ける（ペレスは表彰台3回も含めた入賞7回、対して小林は表彰台1回も含めた入賞9回）などシーズン全体で見れば好成績とは言えず、2013年に当時トップチームであったマクラーレンと契約を結んだことに関してはペイドライバー的な起用だとを揶揄された。しかし、2013年の1年限りでマクラーレンのシートを喪失するが、その後、移籍したフォース・インディアでは、複数の表彰台に加え、2016年と2017年には、当時の優勝経験のないチームの中で唯一獲得ポイントで3桁に到達するドライビングを見せた。また、2020年には第16戦サクヒールGPで自身初優勝を得た結果、メキシコ人ドライバーとしてはペドロ・ロドリゲス以来、50年振りの優勝を記録。この頃になると高い評価を得るようになり、2020年いっぱいで契約していたレーシング・ポイントのシートを失う状況であったが、様々な要因から、時のトップチームのレッドブルの2021年のシート候補になった際には、かつてとは違い同チームのシート獲得を支持されるほどの評価となっており、最終的には2021年のレッドブルのシートを獲得。2022年にはメキシコ人ドライバーとしてはじめてのF1でのポールポジションを獲得し同年のモナコGPを制覇するなど、現在では彼をペイドライバーと呼ぶ声は無くなり、ペイドライバーと呼ばれていたドライバーとしては最も成功したドライバーと言える。
パストール・マルドナド
前述のようにベネズエラ政府のバックアップ及びPDVSAから40億円近い資金を持ち込んだことで知られている。ただし、マルドナドは前年にGP2のタイトルを獲得しており、仮に資金がなかったとしてもシートに見合う実績はあった。事故によるリタイアが多く、ジャンプスタートを犯してしまうなどミスも目立ったが、時折予選で上位を獲得したり決勝でも上位を走ることがあり注目を集め、2012年スペインGPでは明確なペイドライバーとしては数少ないポールポジション獲得・優勝を果たしている。前述したように、ベネズエラの石油価格の下落による経済・政治情勢が不安定なことによる影響を被り、F1を去ることとなった。
ランス・ストロール
カナダ有数の実業家の父親・ローレンス・ストロールが82億円の資金をウィリアムズに提供し当時の持参金の最高額を更新しシートを獲得。だが、マルドナドのような直下のカテゴリにあたるGP2などの経験や実績がなく、かつてウィリアムズに在籍していたジャック・ヴィルヌーヴからは実力を酷評され、F1参戦を果たした2017年序盤は事故によるリタイアが目立ったため、その影響でメディアからもその実力を疑問視された。ただ、2016年のヨーロッパF3のタイトルを得るなど、F2より下に当たるカテゴリーでのタイトル獲得やフォーミュラカーというジャンルの経験は積んでおり、直下のカテゴリ（F2・GP2）を経験せずF1へジャンプアップする例や正ドライバーとしての起用を確定すべく多額の持参金を用意する例は過去にも存在する。また、F1デビュー自体もテストドライバーとしてF1に関わっているときに正ドライバーとして起用されたため、他のドライバーと比べても異色なキャリアを築いているわけではない。父親の資金をフル活用したという印象や2019年には父親がかつてのフォース・インディアを買収しレーシング・ポイントとして再スタートする際、レーシング・ポイントに移籍したことから「ペイドライバー」の代表例として見られることも多い。その一方でデビューチームのウィリアムズの2年間では、2017年アゼルバイジャンGPでの3位表彰台獲得やチームが不振に陥った2018年に2度の自力入賞を果たした。レーシング・ポイント移籍後は2020年トルコGPでウェットコンディションではあるがキャリア初のポールポジション獲得など、時折速さを見せており、初期のころの評価を払拭している。

## 人気
F1は、ヨーロッパにおいては人気があるスポーツの一つである。他にも、テレビ視聴者が多い国としてブラジルが挙げられる。一方で、世界最大の市場であるアメリカはインディカーやNASCAR等が台頭していることもあり、「不毛の地」と揶揄されている。F1中継の有料放送化を背景に、2018年には過去10年間で視聴者総数が41.3%減少したことが報道されており、他にも一部の強豪チームが勝利を独占している状態が近年のF1の人気低下につながっているとの指摘もある。
現にV6ハイブリッドターボ時代になってから表彰台入りしているのは、シーズンを通して上位3チーム 所属のドライバーが独占することが慣例化しており、2014年から2016年までの間は3チーム以外のドライバーが表彰台に上がったレースが各シーズンで数戦あったが、2017年と2018年に限っては、上位3チーム以外の表彰台入りしたのは計41戦中2戦だけという状況であった。2019年以降は上位3チーム以外のドライバーが上がったレースが数度あるようになったが、そのレースは上位3チームのリタイアやトラブルが発生した波乱のレースによる混戦の結果であり、そのチーム以外が自力でその3チームを打ち破って表彰台に上がるというのは非常に困難となっており、ゴールまでにある程度の結果が予測できる状況になってしまっている。また、エンジン使用制限に伴うペナルティの影響で予選の価値が低下している面 もあり、レギュレーションの問題がF1の人気低下を招いている面もある。
そのため、この状況にドライバーからも不満の声が上がっており、チャンピオン経験者で言えば、フェルナンド・アロンソが「デビュー時に比べコース上での戦いが非常に少なくなった」とコメントし、2019年5月に時のフェラーリのドライバーであったセバスチャン・ベッテルが「メルセデスが圧勝を続ける現在のF1は退屈でつまらない」と皮肉交じりのコメント をしている。また、前述のペイドライバーの一人、セルジオ・ペレスは2019年5月に「現状は単なるチームのチャンピオンシップとなってしまっている」「ドライバーの腕よりマシンの性能でレースが確定する」と言い切っており、ドライバーたちも不満を抱えている状況である。その一方でNetflixやSNSによる新規ファンの流入も起きており、F1の人気低下に関しては見解が分かれている。
2018シーズンのF1世界選手権の現地観戦者数は、全21グランプリで合計409万3,305人と2017年と比較して7.83%増加しており、F1側は人気が回復傾向にあるとの認識を示している。リバティ・メディアはF1人気復活のために、マイアミグランプリを含めた1国複数回グランプリ開催の実現に向けて動いている。
初期の車体塗装はチーム国の「ナショナルカラー」にスポンサーのロゴを掲示する程度であった。しかし1968年にロータスが新たにスポンサーとなったインペリアル・タバコ社の製品のパッケージと同じカラーリングとしたロータス・49を出走させ話題となったことで伝統が破られた。これ以降はレイノルズやフィリップモリスなどタバコ企業が広告効果を狙ってスポンサーに名乗りを上げ、自社製品のパッケージと同じカラーに塗装したマシンを多数出走させていた。しかし、1990年代からはタバコ広告の規制が始まり、2005年8月以降は、欧州連合域内でのタバコ広告が全面的に禁止されたことに伴い、シーズン中に一部のチームではタイトル・スポンサーの変更などが行われた。その後、世界中でタバコブランドとその商品名の広告は、多くの規制がかかるようになり、イギリスの規制は厳格なものとなっている。一方で欧州以外の地域では、喫煙の危険性について警告する内容の表記の義務化の徹底のように条件付きでの広告の宣伝活動を禁止したわけではなく、欧州以外のGPではタバコ会社がスポンサーをする広告の掲載は時の判断となっている面もあり、各GPのエントリーリストやマシンのスポンサー枠を細かく見れば、タバコに関連する広告の記載は結果的に存続している。実際、フェラーリと関係の深いスポンサーであるフィリップモリスは、規制によってF1マシンの広告が不可能になりながらも関係を継続。2018年10月からMission Winnowというタバコとは関係のないプロジェクトの宣伝という名目でフェラーリのマシンのスポンサー枠として復活している。
1990年代からのタバコ広告の規制の始まりと入れ替わるように、2000年代から情報通信業に分類される会社がチームのスポンサーとして参入しており、タイトルスポンサーという点で言えば、2007年にはボーダフォンがマクラーレンのタイトルスポンサーに就任。AT&Tは2001年からスポンサー活動をしていたが、この年からウィリアムズのタイトルスポンサーに就任した。また、2010年にはセキュリティソフトウェアの開発がメインの会社であるカスペルスキーがフェラーリとのパートナーシップを締結し、2013年には公式ITセキュリティプロバイダーとして認定され、2013年からはカスペルスキーの広告がウェアやマシンに記載されるようになった。これら以外にもその分類にあたる会社がスポンサーの規模の大小はあるものの参入しており、2021年にはコグニサント (Cognizant) がF1チームのタイトルスポンサーに就任したことをはじめ、この年はオラクルなどのIT企業が多数参入。データ分析など自社の技術でサポートする新たなスポンサー形態が広まっている。
2020年代に入ると、これまでファン獲得に苦戦していたアメリカにおいて、動画配信サービスなどの急速な普及やNetflix製作のドキュメンタリー番組『Formula 1: 栄光のグランプリ』の大ヒットが追い風となり、若年層を中心にファンの獲得に成功。2023年に41年ぶりにアメリカ国内で計3回のレース（アメリカGP・マイアミGP・ラスベガスGP）が開催されることが決定した。

### 日本国内の人気
1983年からホンダがF1へ復帰したことをきっかけに関心が集まり、1987年に中嶋悟が日本人初のフルタイムF1ドライバーとしてデビューすると、鈴鹿サーキットで初開催された1987年日本GPや1988年のマクラーレン・ホンダの誕生、さらにはバブル経済で多数のジャパンマネーがF1に流れたことをきっかけにF1の人気は熱狂ともいえる時代を迎えることとなった。
1992年にホンダが撤退したことや1994年にその人気の中核を担っていたアイルトン・セナの死、さらにはバブル崩壊により、その熱気は終わりを告げたものの、フジテレビ系『F1グランプリ』による地上波無料放送での中継がその動向に左右されることなく継続していたこともあり、ある程度の人気は維持、現に日本GPの総入場者数は上昇傾向となって2006年には歴代最高の入場者数を記録することとなった。
しかし、2006年に人気の柱の一つとなっていたミハエル・シューマッハの引退も含め、来場者数は2006年を境に下降線を辿り始め、2008年の日本グランプリの総入場者数が鈴鹿サーキットで初開催された1987年の総入場者数を下回り（ただし、2007年と2008年は富士スピードウェイでの日本GP開催なため、一概に比較できない面もある）、目に見える形で人気にも陰りが出始めた。
それに追い打ちをかけるように日本GPの冠スポンサーだったフジテレビが2009年を以て降板したうえ、地上波中継も2011年を以て打ち切られ、経済の悪化から、トヨタやホンダも次々とF1から撤退し、それにともない日本人ドライバーや企業が2012年を最後に事実上消滅したため、F1へ関心を集める要素が減ってしまったことも日本国内の人気低迷に拍車をかけた。
その影響は、サーキットの運営状況にも影響しており、鈴鹿サーキットが事実上日本GPのコースとなっているが、2010年から冠スポンサーが不在となり（2016年のみエミレーツ航空が冠スポンサーとなった）、資金面でも厳しい状況となったが、2018年にホンダが冠スポンサーとなったこともあり、減少傾向に歯止めを掛けることに成功した。2019年は令和元年東日本台風（台風19号）の影響で土曜の開催を見合わせたため過去最低の12万2000人に減少したが、この年レッドブル・ホンダの活躍や山本尚貴がフリー走行1回目に出走したこともあり、金曜、日曜ともに観客数は増加し、人気向上に期待が掛かっていたが、翌年にはコロナ禍とホンダF1撤退発表が起きた。コロナ禍により2020年と2021年は2年連続で開催が中止された。
しかし、3年振りの開催となった2022年は角田裕毅の存在と、ホンダのF1との関係継続もあり20万人の観客数を記録。翌年2023年は22万2000人を記録。2007年以来最多となる観客数であった。また2012年以来初めて決勝日に10万人以上が訪れ、日本でのF1人気はある程度の回復を見せた。さらに2023年日本GPの冠スポンサーをレノボが務め、サーキットの資金面に後押しとなった。
度重なる台風の影響や移動効率化の観点から、2024年から日本GPは春開催に移行した。
2025年は日本GP開催直前に角田裕毅がトップチームであるレッドブル・レーシングに昇格することが発表され、注目度が大きく向上した。観客数は26万6000人を記録し、鈴鹿での日本グランプリが再開された2009年以来では最多を更新した。海外からのインバウンド客も前年度から3万人増加し過去最多となる8万人が来場したことも明らかになった。

## レースイベント
各年毎の結果は下記囲み内のリンクを参照。
また、各グランプリの年別の勝者などについては、F1選手権レースの一覧から各グランプリ別の記事を参照。

### 1国1開催厳守時代(2007-2019)
原則として1つの国で開催されるグランプリ (GP) は1シーズン中1回だけ（1国1開催）と定められている。通常開催名は「国名+グランプリ」で表されるため、これらの例外では以下のような「別名」を使用していた。
- 地域名を冠する例
  - ヨーロッパGP - ヨーロッパ各国で1国2開催の場合用いられる。1983年と1985年のブランズハッチ（→イギリスGP）、1993年のドニントンパーク（→イギリスGP）、1994年と1997年のヘレス（→スペインGP）、1984年、1995年から1996年、および1999年から2007年はニュルブルクリンク（→ドイツGP）で開催されている。また、2008年から2012年までスペインのバレンシア市街地サーキット（→バレンシアGP）で開催された。2016年はアゼルバイジャンのバクー市街地コースで開催された（→翌2017年からアゼルバイジャンGP）[注 45]。
  - パシフィックGP（→日本GP）- 日本でも2開催されたことがある。1994年と1995年、TIサーキット英田（後の岡山国際サーキット）で行われた。
- 地名を冠する例
  - ペスカーラGP（→イタリアGP） - 1957年、ペスカーラ・サーキットで行われた。
- 近隣国名を借りる例
  - サンマリノGP（→イタリアGP） - 1981年から2006年まで、サンマリノ共和国の名を冠し、イタリアのイモラで行われた。
  - スイスGP（→フランスGP） - 1982年、スイスの名を冠し、フランスのディジョン・プレノワで行われた。
  - ルクセンブルクGP（→ドイツGP） - 1997年と1998年、ルクセンブルクの名を冠し、ドイツのニュルブルクリンクで行われた。

1997年は1国2開催がスペインGPとヨーロッパGP、ドイツGPとルクセンブルクGP、イタリアGPとサンマリノGPの3例行われた。
極端な例としては、1982年にアメリカで「アメリカ西GP」（ロングビーチ）・「デトロイトGP」（デトロイト）・「シーザーズ・パレスGP」（シーザーズ・パレス）という1国3開催が行われた。
しかしながら、FIAは2007年以降は1国1開催の原則を徹底する方針を示しており、同年から2014年までドイツGPはニュルブルクリンク（2007年、2009年、2011年、2013年）とホッケンハイム（2008年、2010年、2012年、2014年）で交互開催されたが、2015年はニュルブルクリンクの財政難により中止となった。2008年からスペインのバレンシアで行われたヨーロッパGPも2012年で終了し、2013年よりスペインでのF1開催はカタロニアのみとなった。2016年にヨーロッパGPがアゼルバイジャンで初開催された際にその名称が復活したが、翌2017年からはアゼルバイジャンGPに名称を変更している。
また、2007年の日本GPが富士スピードウェイで開催されることが決まると鈴鹿サーキットが別名称での開催継続を要請したものの、原則もあってカレンダーから外れた。なお、鈴鹿サーキットに限らず、イモラでのサンマリノGP開催もこれを受けて2006年の開催を最後にカレンダーから外れている。FOAのバーニー・エクレストンは、2007年および2008年は富士スピードウェイで日本GPを開催し、2009年以降は鈴鹿と富士で隔年開催することを発表していたが、富士のF1撤退に伴い、2010年も鈴鹿で開催されることとなった。2018年までは鈴鹿サーキットでの日本GP開催の契約は結ばれていたものの、観客減少の影響 で2019年以降の開催は厳しい状況であった。そんななか、2018年からリバティメディアにF1の運営権が代わったことに伴い再交渉が実施され、その結果、2018年8月31日に、2021年までの開催継続が決定したと発表された。

### 1国複数グランプリ開催時代(2020-)
リバティメディアによりF1そのものが買収されてから配信体制が一新されたことに伴い、一国一開催も破棄することを以前から公言していた。実現性が高いのはアメリカでの2レース開催であり、テキサス州オースティンでのGPに加えてマイアミ市街地レースが新規開催されるものと見られていた。その後、現地のマイアミ市がF1開催を承認し交渉が始まったため、早ければ2019年10月にマイアミグランプリが開催され、その方針が実現する可能性があった。だが、地元住民からの反対もあり2019年からの開催は断念。そのため、2020年以降の開催を目指していたが、マイアミ市委員会が当初の計画案を否決してしまったため、計画を一から見直すこととなった。また、2020年は新規開催国が増えた ように、1国複数グランプリ開催を実行するためのハードルが上がりつつある。しかし、計画の見直しにより、開催地をNFLマイアミ・ドルフィンズの本拠地ハードロック・スタジアム周辺に変更され、マイアミGP開催を促進する同チームの経営陣とリバティメディアとの交渉が進展し、同地での開催に原則合意した。2021年のアメリカGPの開催はオースティンで行う意向であったものの、政治的支援や市議会の承認が必要だが、2021年からマイアミGPが開催される実現性が高まった。ただし、新型コロナウイルス感染症の世界的流行によってこの計画自体が一旦中断されたが、後述の通り、2022年からマイアミGPの開催が決定している。翌2023年からラスベガスGPの開催も決定し、アメリカ国内で3レースが開催されることになった。
その一方でコロナウイルスの影響で当初計画されていた2020年の開催スケジュールが事実上破綻。その関係で当初の計画の2020年3月からのシーズン開幕ができなくなり、スケジュール見直しの過程で1国複数グランプリ開催の案が浮上。同年6月にコロナウイルスに対応した新スケジュールが発表され、7月に開幕戦が行われることや1国複数グランプリ開催が含まれたスケジュールであることが発表され、最終的には12か国での全17戦のスケジュールのうち4か国で1国複数グランプリが開催されることとなった。また、2020年12月に発表された2021年のスケジュールの内容の段階では、1国複数グランプリ開催が組み込まれていなかったため、2020年のみの限定版という位置づけになる思われていた。ところが、2021年もコロナウイルスの影響を受け、それに伴うスケジュール変更が行われたため、2021年も1国複数グランプリ開催のスケジュールが実施されることとなった。また、2021年4月に後述のマイアミGPの開催が正式に決定したため、2022年から1国複数グランプリ開催のスケジュールが臨時で導入される形ではなく、正式な計画として導入されることが決定している。

### 追加決定のレース
今後、選手権に追加されることが決定しているレース
- なし

### 追加の検討がなされたレース
F1選手権への追加の検討が一度でもなされたレースイベントは以下。
- ベトナムグランプリ（TBA / ハノイ市街地コース[172][173]）
  - ヘルマン・ティルケが設計。1.5kmのロングストレートを含む3本の直線区間を有し、市街地にもかかわらず最高速度は335km/hに達する見通し[174]。一度は2020年の開催が決定していたものの新型コロナウイルス感染症の世界的流行で中止となり、2021年以降の開催についてはグランプリ招致の委員が汚職で逮捕されたため、ベトナム政府は一旦計画を白紙にしている。
- 南アフリカグランプリ（キャラミ）
  - 一時はケープタウンの開催も検討されていたが、アフリカ大陸での開催復活に意欲的なリバティメディアは、キャラミでの開催復活に取り組んでいる[175]。交渉が進展できれば、2023年にも開催復活の可能性があったが[176]、計画は断念された[177]。
- ロンドングランプリ（ロンドン市街地コース）
- ローマグランプリ（ローマ市街地コース）
  - 2013年より開催予定であったが、2010年12月に2020年の五輪招致に活動を切り替えると発表。その後2020年夏季オリンピックは東京に決定したため、F1招致そのものが白紙化。
- ギリシャグランプリ（アテネ）
  - ギリシャ全体を覆う深刻な不況のため、不透明。
- ルーマニアグランプリ（ブカレスト）
- アルゼンチングランプリ（レセンド・エルナンデス・サーキット）
- デンマークグランプリ（コペンハーゲン市街地コース[178]）
- タイグランプリ（チャーン・インターナショナル・サーキット）
  - サーキットはあるが、レースが実現していない[179][180]。
- パナマグランプリ
  - 計画段階だが、サーキットの草案のみ提出[181]。2022年以降の開催を目指している。
- モロッコグランプリ（マラケシュ）
  - マラケシュでは既に2009年から2017年まで世界ツーリングカー選手権(WTCC)が、2016年からフォーミュラEが開催されており、同地にあるサーキットによるF1開催に名乗りを挙げている。ただし、F1開催には公的資金が不可欠とされている[175]。

## Formula One Paddock Club
F1を代表するグランプリの1つであり毎年世界中のセレブリティーが訪れることでも有名なモナコグランプリをはじめ、各グランプリに「フォーミュラワン・パドッククラブ」と呼ばれる特別観戦エリアが設定されている。「Formula One Paddock Club」は、各国の有力者や文化人などのいわゆる「セレブリティー」が訪れるなど、単なるスポーツ観戦の枠を超えた上流階級の社交場の1つとして提供されている。
このことは、F1がヨーロッパの文化や社交に根付いていることを象徴しているのみならず、最低でも50万円を超える高い入場料金が設定されている上、その多くがF1に多額の資金を注入している自動車メーカーやスポンサー向けに提供されていることから「多額の資金が投下され、商業化が進む近年のF1を象徴している」という指摘もある。

## F1などのオープンホイールを題材とした作品
F1の他、下位カテゴリ（F2、F3、F4）その他のフォーミュラカーを題材とした作品も含めている。

### 実写映画・ドラマ
- グラン・プリ（アメリカ映画：1967年）
- ウィークエンドチャンピオン 〜モンテカルロ1971〜（イギリス映画：1972年 監督：フランク・サイモン）※ドキュメンタリー映画
- ボビー・デアフィールド（アメリカ映画：1977年 監督：シドニー・ポラック）
- ポール・ポジション（イタリア映画：1978年 監督：マリオ・モッラ）※ドキュメンタリー映画
- F2グランプリ（日本映画：1984年）(F2)
- 愛はクロスオーバー（日本映画：1987年）(F3)
- グッバイ・ヒーロー（日本・アメリカ、イタリア合作映画：1987年） ※ドキュメンタリー映画。矢沢永吉が音楽を担当
- デイズ・オブ・サンダー（アメリカ映画：1990年）
- ポールポジション!愛しき人へ…（テレビドラマ：1992年）(F3、F3000)
- ドリヴン（アメリカ映画：2001年 監督：レニー・ハーリン） (CART)
- エンジン（テレビドラマ：2005年） (F3)
- ラッシュ/プライドと友情（アメリカ・イギリス合作映画：2013年 監督：ロン・ハワード）
- マクラーレン ～F1に魅せられた男（ニュージーランド映画：2017年 監督：ロジャー・ドナルドソン）
- Formula 1: 栄光のグランプリ（ドキュメンタリー：2019年 - 監督：ジェームズ・ゲイ＝リース、ポール・マーティン）
- F1/エフワン（アメリカ映画：2025年公開 監督：ジョセフ・コシンスキー）

### 漫画・アニメ
- グランプリ野郎 (漫画：1968年 - 1969年 作：横山光輝)
- サーキットの狼 (漫画：1975年 - 1979年 作：池沢さとし)
- アローエンブレム グランプリの鷹（アニメ：1977年 - 1978年)
- 激走!ルーベンカイザー(アニメ：1977年 - 1978年)
- 赤いペガサス (漫画：1977年 - 1979年 作：村上もとか)
  - 赤いペガサスII -翔-  (漫画：1988年 - 1990年 作：村上もとか、画：千葉潔和)
- F (漫画・アニメ：1985年 - 1992年 作：六田登)
  - F REGENERATION 瑠璃 (漫画:2002年 - 2006年 作：六田登)
  - F FINAL (漫画：2009年 - 2011年 作：六田登) ※無限35周年記念のコラボレーション企画の一環として描かれた作品
- GP BOY (漫画：1990年 原作：赤井邦彦、画：鬼窪浩久)
- Fの閃光 アイルトン・セナの挑戦 (漫画：1991年 原作：西村幸祐、画：長沢克泰・鬼窪浩久)
- ジェントル萬 (漫画：1991年 - 1992年 作：新谷かおる)
- HAYATE (漫画：1992年 - 1997年 作：風童じゅん)
- グランプリ天国 (4コマ漫画：1992年 -  作：村山文夫)
- あんたが大将 オレさま烈伝 (漫画：2003年 - 2006年,2008年 - 作：有野篤)
- capeta (漫画・アニメ：2003年 - 2013年 作：曽田正人)
- オーバーテイク!（アニメ：2023年）

自動車漫画#モータースポーツを主題にした作品も参照。

### ゲーム
Formula One Administration（FOA）との世界独占契約に基づく公式ゲームと、契約なしに作られた非公式ゲームがあり、公式ゲームではマシン、チーム、ドライバーの実名が登場するのもある。
FOA公式のゲーム
- Formula Oneシリーズ (PS,PS2,PSPなど ソニー・コンピュータエンタテインメント)－2003年から2006年までは公式ゲーム
- F1シリーズ (PS3,PS4,Xbox 360など コードマスターズ[183])－2009年からの公式ゲーム
- F1マネージャー（英語版）シリーズ (PS4,PS5,Xbox ONE,Xbox Series,Windows,Steam,EGSなど Frontier Developments)－2022年から2024年の公式ゲーム
- F1 RACE STARS（en:F1 Race Stars）（PS3、Xbox 360、Wii U） - 2013年発売。リアリティを度外視したレースゲームであるが、2013年シーズンの12チームとデフォルメされたドライバー24名が実名で登場しており、公式ゲームとして銘打たれている。

非公式のゲーム
- モナコGP (AC,SG-1000,SG-3000など セガ）
  - スーパーモナコGPシリーズ   (AC,MD,GG,SMS セガ) ※2作目はアイルトン・セナが監修を務めた
- F1レース  (FC, GB 任天堂)
- ピット&ラン (AC タイトー)
- GPワールド (AC,SG-1000,MSX セガ) ※MSX版はポニーキャニオン発売
- ファイナルラップシリーズ (AC,FC,PCE ナムコ〈後のバンダイナムコエンターテインメント〉)
- F1スピリット (MSX,GB コナミ〈後のコナミデジタルエンタテインメント〉)
- コンチネンタルサーカス (AC タイトー)
- レーシングビート(AC タイトー)
- グランドエフェクト (AC タイトー)
- グランプリスター(AC ジャレコ)
- F-1 スーパーバトル(AC ジャレコ)
- 中嶋悟 F1 HEROシリーズ (FC,MD,GBなど バリエ)
- グランプリサーカス (PC-98 ウエストサイド)
- F1 (MD,GG,SMS DOMARK)
- F1サーカスシリーズ (PCE,MD,SFCなど 日本物産)
- F1 GRAND PRIXシリーズ (AC,SFC ビデオシステム)
  - F1 WORLD GRAND PRIXシリーズ (N64,DC,GBCなど ビデオシステム)
- OVERTAKE (X68000 ZOOM)
- ヒューマン・グランプリシリーズ (SFC ヒューマン)
- F1 スーパーラップ (AC セガ〈後のセガ・インタラクティブ〉)
- 鈴木亜久里のF1スーパードライビング (SFC,GB ロジーク)
- F-1 SENSATION (FC コナミ)
- ナイジェル・マンセル F1チャレンジ (SFC,MD（海外のみ） インフォコム)
- ヘブンリーシンフォニー (MCD セガ、フジテレビジョン)
- F‐1 GP in (3DO ポニーキャニオン)
- F-1 ライブインフォメーション (SS セガ)
- F1チーム運営シミュレーションシリーズ (PS,SS ココナッツジャパンエンターテイメント)
- Grand Prix Legends (PC Sierra Entertainment)

### 音楽
- Formula 1 Theme - 作曲家ブライアン・タイラーによるF1公式テーマ曲。2018年から使用。
- TRUTH - T-SQUAREによるフジテレビ「F1グランプリ」のオープニング曲。
- F-1 GRAND PRIX，F-1 GRAND PRIX WORLD - T-SQUAREによるF1グランプリの企画アルバム。
- ファースター - ジョージ・ハリスンの曲。
- ゼッケンNO.1スタートだ - 橋幸夫の曲。
- LE PILOTE - F1チーム、フットワーク無限のイメージ・アルバム。
- Formula 1 (Fastway)
- Go Go Ferrari (Frank Torpedo)
- Go to the top (Dave Rodgers)
- Ayrton Senna (Corduroy)

### 小説
- F2グランプリ (小説：1981年 作：海老沢泰久)
- 龍の伝説（小説：1996年 - 1997年）

## 日本におけるテレビ・インターネット中継

### 現在
2025年現在は地上波での中継は行われておらず、CS放送及びインターネット配信のみが行われている。いずれも有料で配信されている。

#### CS放送
「フジテレビNEXT」で全戦生中継（金曜フリー走行、土曜フリー走行、予選、決勝）で放送している。フジテレビのスタジオにいる実況アナウンサーともう2人の解説者（森脇基恭や川井一仁など）と共に中継を行っている。

#### インターネット
スポーツライブ配信サービス「DAZN」で全戦生中継（金曜フリー走行、土曜フリー走行、予選、決勝）を行っており、さらにオンボードカメラ映像や下位カテゴリのF2やF3（旧GP3）の各セッションと決勝の生中継配信と関連番組の配信も含めて、サッシャや小倉茂徳、中野信治などの実況・解説で日本語で中継を行っている。なお、PCやスマートフォンのみならず、テレビでの観戦も可能である。

### 1986年以前
1976年のF1世界選手権イン・ジャパンと1977年の日本GPをTBSが中継し、その後1986年までは、TBSがダイジェスト形式で放送を行っていた。また、カーグラフィックTV（当時はテレビ朝日、後のBS朝日）でも全戦をダイジェスト形式で放送を行っていたこともある。

### 1987-2011年
1987年から日本GPが復活することや中嶋悟のフルタイム参戦に伴い、フジテレビは日本GPのみを中継できる権利を購入しようとFIAにかけあった。しかし、FIAの放映権販売の方針として、一つのグランプリだけを売ることをせず、すべてのグランプリの放映権を一括で購入させる方式をとっていた。そのため、フジテレビはある意味においてはやむなく独占中継権を取得した。放映権料は30億といわれた。同局はその際、日本GPの冠スポンサー（名称は「フジテレビジョン日本グランプリ」）にもなり、23年間冠スポンサーを継続したが、リーマンショックに端を発した不況の煽りを受け、2010年冠スポンサーの座を辞した。
1991年の日本GPは日曜日の20時からというゴールデンタイムにテレビ放送され、バブル景気下における未曾有のF1ブームの上に、日本人初のレギュラードライバーの中嶋悟の最後の日本GP、セナとマンセルのタイトル争いといった要素が影響し、すでにレース終了から5時間以上が経ってからの録画中継という形にもかかわらず、20.8%（中部地域では27.4%）の高視聴率をマーク。裏番組であるNHKの大河ドラマとほぼ同じ視聴率を上げ、関係者を驚かせ、日本のF1ブームを象徴する出来事となった。

### 2012-2015年
1987年から25年放送されてきた地上波放送がスポンサーの減少などの理由で終了し、BSフジでの放送に移行されることになった。CS放送（フジテレビNEXT）での全セッション生中継はそれまでと同様に継続された。
2014年、インターネット視聴サービス「フジテレビNEXT smart」でも生中継を開始。地上波（関東ローカル）で数戦ごとにまとめたダイジェスト番組が放送された。

#### 生中継
1976年の富士スピードウェイでのF1日本初開催時の決勝の模様はTBSが午後3時から録画映像で放送する予定だったが、スタート順延のため結果的に初のTV中継にして初の生中継となった。しかし1987年に鈴鹿サーキットに移って以降は、F1と同じくフジテレビ系列が放送する日本中央競馬会の日曜日のメインレースと時間帯が重なるため生中継ができず、日本国外では生中継が行われながら開催国では同日夜のゴールデンタイム・プライムタイムでの録画放送しか見られないと言う状況が長年続いていた。1994年のパシフィックGPが日本国内開催のF1グランプリレースとして初めてフジテレビ系列で生中継されたが、この時はレーススタート時間が12時30分であったことで、中央競馬中継とのバッティングが避けられることによって実現したものであった。しかしその後も長く、日本国内開催のF1グランプリレースが地上波で生中継されることはなかった。
2005年に、フジテレビが放送を開始して初めて日本GPの地上波生中継が実現した。ファイナルラップでマクラーレンのキミ・ライコネンがルノーのジャンカルロ・フィジケラを追い抜くという、1位と2位の逆転劇があったことなどにより平均視聴率10.3%（関東地区）とまずまずの結果を残したことから2006年以降も地上波生中継が継続された。
2007年9月30日の日本GPは日本中央競馬会のGI競走スプリンターズステークスと重なることからどうなるか注目されたが、日本GPの生中継は13時10分 - 15時15分（最大延長15時35分まで）となり、レギュラーの競馬中継時間と一部重なることになるが、F1・競馬両レースを生中継するにはほぼ問題ないスケジュールとなった。しかし日本GPが雨の影響でレース時間が延長になり、15時35分までF1が中継され、トップ3記者会見のカット、また競馬もパドックや本馬場入場のカットなどの影響があった。
2009年もGIスプリンターズステークスと重なったが、スプリンターズステークスの発走時刻を通常のGI発走時刻より5分遅く15時45分とすることで回避が図られた。
2010年は日本GPのレーススタート時刻が15時に変更され、中央競馬中継(みんなのKEIBA)と時刻が被ることとなったが、中央競馬中継のための規約の関係上、みんなのKEIBAを放送休止にはできないため、日本GPは16時からの録画放送に変更となった。
海外グランプリではカナダGPやブラジルGPなど南北アメリカで開催されるレースが時差の関係から生中継されていたが、1992年のメキシコGPとカナダGPは生中継ではなく、月曜朝（録画放送）・月曜深夜（ダイジェスト）の2回放送されていた。また、1999年と2006年のオーストラリアGPが生中継で放送されている（2006年は残り3周あたりから生中継）。ヨーロッパにおいて開催されるレースは、レース時間が日本におけるゴールデンタイム、プライムタイムと重なり、その時間帯に相応しい高い視聴率が望めないために地上波での生中継は行われることはなかった。

#### CS放送
CS放送は全戦生中継（金曜フリー走行、土曜フリー走行、予選、決勝）で、地上波とは別の実況・解説者にて放送という形態をとった。今宮純や川井一仁が現地のスタジオで、フジテレビのスタジオにいる実況アナウンサーともう一人の解説者（森脇基恭・熊倉重春・小倉茂徳など）と共に中継を行った。（2018年現在では一部のグランプリ以外は現地でなくフジテレビのスタジオに実況アナ・全ての解説者が揃うという形態）なお音声切り替えにより、解説、実況のない現地の音声のみで楽しむことができる。

### 2016年 - 2022年
2016年 - 2022年のアジアでのF1放映権をFOXスポーツが獲得しており、日本でF1中継が継続されるかが注目されたが、2016年2月にフジテレビが放映権を獲得したと発表した。しかし、FOXからの購入というかたちでの獲得だったため、契約上BSフジでの放送は不可能になり（ただし、日本GPのみBSフジで録画放送された）、中継はCS放送のみとなった。

### 2023年 -
2023年2月23日に、2025年までの放映権を獲得したことが発表された。

### インターネット中継

#### -2015年
インターネットでの中継配信は2013年にソフトバンク傘下のTVバンクとイギリスのZume Motor Racingが「Formula 1 on Zume」としてパソコン及びiPad向けに2013年7月よりサービスを開始、国際映像だけでなくオンボードカメラやピットレーンの映像も切り換えられる形で提供していたが、2013年シーズン限りでサービスを終了した。2015年までは「フジテレビNEXTSmart」単独契約でも試聴可能だったが、2016年からは前述の放映権の変更に伴い、CS契約者のみがネットでも見られる形に変更されている。

#### 2016年-
2016年8月からは、イギリスのスポーツライブ配信サービス「DAZN」の日本でのサービスを開始。F1の全セッション及びオンボードカメラ映像、下位カテゴリのF2、F3の生中継配信と関連番組の配信を日本語で実施している。ChromecastやAir Stick 4Kといったキャストデバイスを使えば、テレビ画面で視聴することも可能である。